# Hivda Zizan Alp
Hivda Zizan Alp (* 9. November 1993 in Istanbul) ist eine türkische Schauspielerin.

## Biografie
Alp wurde am 9. November 1993 in Istanbul geboren. Sie studierte an der Mimar Sinan Üniversitesi. Ihr Debüt gab sie 2016 in der Fernsehserie Yeşil Deniz. Von 2017 bis 2018 wurde sie für die Serie Fi gecastet. Zwischen 2019 und 2021 war sie in Sefirin Kızı zu sehen.
Anschließend trat Alp 2021 in Sana Söz auf. Außerdem spielte sie 2023 in Camdaki Kız mit. Im selben Jahr setzte sie ihre Karriere in dem Film Rüyanda Görürsün fort. Zudem bekam Alp in Kendi Düşen Ağlamaz die Hauptrolle.

## Filmografie
Filme
- 2023: Rüyanda Görürsün

Serien
- 2016: Yeşil Deniz
- 2017–2018: Fi
- 2019–2021: Sefirin Kızı
- 2021: Sana Söz
- 2023: Camdaki Kız
- 2023: Der Schneider
- 2023: Kendi Düşen Ağlamaz